# Kara-Köl
Kara-Kul' (ryska: Kara-Kul’, Кара-Куль) är en ort i Kirgizistan.   Den ligger i oblastet Zjalal-Abad Oblusu, i den västra delen av landet, 210 km sydväst om huvudstaden Bisjkek. Kara-Kul' ligger 942 meter över havet och antalet invånare är 18 843.
Terrängen runt Kara-Kul' är huvudsakligen bergig, men den allra närmaste omgivningen är kuperad. Kara-Kul' ligger nere i en dal. Runt Kara-Kul' är det glesbefolkat, med 9 invånare per kvadratkilometer. Det finns inga andra samhällen i närheten. Trakten runt Kara-Kul' består i huvudsak av gräsmarker.